# Марван Мохсен
Марван Мохсен (араб. مروان محسن‎; 26 февраля 1989, Каир, Египет) — египетский футболист, нападающий клуба «Аль-Ахли», выступающий на правах аренды за «Фьючер». Участник летних Олимпийских игр 2012 в Лондоне и чемпионата мира 2018 года в составе сборной Египта.

## Клубная карьера

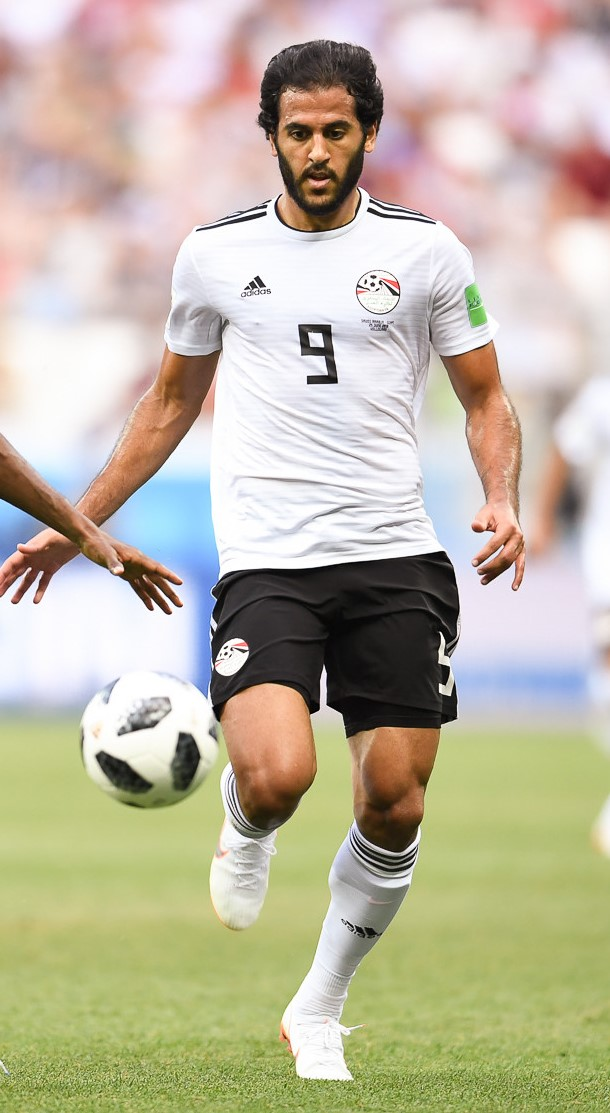
Мохсен в составе сборной Египта

Мохсен начал профессиональную карьеру в клубе «Петроджет». 13 мая 2010 года в матче против «Тала Аль Гаиш» он дебютировал за основную команду в чемпионате Египта. 27 августа в поединке против «Эраб Контракторс» Марван забил свой первый гол за «Петроджет». В 2013 году из-за сложных отношений с тренерским штабом команды Мохсен решил покинуть клуб и договорился с пермским «Амкаром», но клубы не смогли договориться о цене и он остался в «Петроджете».
После Олимпийских игр в Лондоне Мохсен перешёл в португальский «Жил Висенте». 24 августа в матче против «Витории» Сетубал он дебютировал в Сангриш лиге. 17 декабря в поединке Кубка Португалии против «Пенафиела» Мохсен забил свой первый гол за «Жил Висенте».
По окончании сезона Марван вернулся на родину, подписав трёхлетний контракт с «Исмаили». 21 октября 2015 года в матче против «Эль-Харби» он забил свой первый гол за новую команду. По окончании сезона Мохсен забил 14 голов в 32 поединках и стал вторым бомбардиром чемпионата. Летом 2016 года Марван подписал пятилетний контракт со столичным «Аль-Ахли».
В январе 2017 году, выступая за сборную на Кубке африканских наций, Мохсен получил разрыв передней крестообразной связки колена. Травма потребовала операции, которую футболисту сделали в Германии, и длительного восстановления. Зарплату в этот период Мохсену выплачивала ФИФА по программе помощи клубам. В ноябре Марван снова приступил к полноценным тренировкам с командой.

## Международная карьера
3 сентября 2011 года в отборочном матче Кубка африканских наций 2012 против сборной Сьерра-Леоне Мохсен дебютировал в составе сборной Египте. В этом же поединке он забил свой первый гол за национальную команду.
В 2012 году Марвен попал в заявку сборной на участие в Олимпийских играх в Лондоне. На турнире он сыграл в матчах против сборных Японии, сборных Новой Зеландии, Бразилии и Беларуси.
В 2017 году в составе сборной Мосхен стал серебряным призёром Кубка африканских наций в Габоне. На турнире он сыграл в матчах против команд Марокко, Ганы, Мали и Уганды.
В 2018 году Мосхен принял участие в чемпионате мира в России. На турнире он сыграл в матчах против команд Уругвая, России и Саудовской Аравии.

### Голы за сборную Египта
| #   | Дата            | Место                                        | Противник    | Счёт | Результат | Соревнование             |
| --- | --------------- | -------------------------------------------- | ------------ | ---- | --------- | ------------------------ |
| 01. | 3 сентября 2011 | Национальный стадион, Фритаун, Сьерра-Леоне  | Сьерра-Леоне | 1:1  | 2:1       | Отборочный матч КАН-2012 |
| 02. | 8 октября 2011  | Каирский международный стадион, Каир, Египет | Нигер        | 1:0  | 3:0       | Отборочный матч КАН-2012 |
| 03. | 8 октября 2011  | Каирский международный стадион, Каир, Египет | Нигер        | 3:0  | 3:0       | Отборочный матч КАН-2012 |
| 04. | 8 января 2017   | Каирский международный стадион, Каир, Египет | Тунис        | 1:0  | 1:0       | Товарищеский матч        |
| 05. | 8 сентября 2018 | Борг Эль-Араб, Александрия, Египет           | Нигер        | 1:0  | 6:0       | Отборочный матч КАН-2019 |
| 06. | 16 октября 2018 | Мавусо Спорт Сентр, Манзини, Свазиленд       | Свазиленд    | 0:2  | 0:2       | Отборочный матч КАН-2019 |

## Достижения
Аль-Ахли
- Чемпион Египта (4) : 2016/2017, 2017/2018, 2018/2019, 2019/2020
- Обладатель Кубка Египта (2) : 2016/17, 2018/18
- Обладатель Суперкубка Египта : 2017, 2018
- Победитель Лиги чемпионов КАФ (2) : 2019/20, 2020/21
- Обладатель Суперкубка КАФ : 2020

 Фьючер
- Обладатель Кубка Египетской премьер-лиги : 2022

 Египет
- Финалист Кубка африканских наций : 2017